# NGC 1255
NGC 1255 è una galassia a spirale barrata situata nella costellazione della Fornace, a una distanza di circa 74 milioni di anni luce dalla nostra Via Lattea.

## Scoperta
La galassia è stata scoperta il 30 agosto 1883 dall'astronomo statunitense Edward Barnard.

## Descrizione
NGC 1255 ha una classe di luminosità II-III e presenta una larga riga a 21 cm dell'idrogeno neutro.

## Supernova
Il 30 ottobre 1980, all'interno di NGC 1255 è stata scoperta la supernova SN 1980O dall'astronomo tedesco Hans-Emil Schuster dall'Osservatorio europeo australe. La supernova è stata classificata di tipo II.

## Gruppo di NGC 1255
NGC 1255 è la galassia più vasta e più luminosa di un gruppo di sette galassie che porta il suo nome. Gli altre sei membri del Gruppo di NGC 1255 sono NGC 1201, NGC 1302, ESO 480-25, ESO 481-14, ESO 481-18, et ESO 481-19.